# Rali da Indonésia
Rali da Indonésia foi uma das etapas do Campeonato Mundial de Rali (WRC).
É o maior evento de rali a decorrer na Indonésia. Faz parte do Asia-Pacific Rally Championship (APRC), foi duas vezes introduzido no calendário WRC, em 1996 e 1997.

## Vencedores
| Ano  | Nome                                            | Vencedor          | Co-piloto         | Carro                            | Campeonato    |
| ---- | ----------------------------------------------- | ----------------- | ----------------- | -------------------------------- | ------------- |
| 1986 | 11th Rally Indonesia / Trans Sumatra Rally      | Beng Soeswanto    | Adiguna Sutowo    | Ford Laser TX-3                  | Internacional |
| 1987 | 12th Rally Indonesia                            | John Bosch        | Kevin Gourmley    | Audi Quattro                     | Internacional |
| 1988 | 13th Rally Indonesia                            | Beng Soeswanto    | Adiguna Sutowo    | Mitsubishi Lancer 1600 GSR       | Internacional |
| 1989 | 14th Rally Indonesia                            | Ross Dunkerton    | Mej Zainuddin     | Mitsubishi Galant VR-4           | Internacional |
| 1990 | 15th Rally Indonesia                            | Kenjiro Shinozuka | John Meadows      | Mitsubishi Galant VR-4           | Internacional |
| 1991 | 16th Bank Utama Rally Indonesia                 | Ross Dunkerton    | Fred Gocentas     | Mitsubishi Galant VR-4           | Internacional |
| 1992 | 17th Bentoel Rally Indonesia                    | Ross Dunkerton    | Fred Gocentas     | Mitsubishi Galant VR-4           | Internacional |
| 1993 | 18th Bank Utama Rally Indonesia                 | Possum Bourne     | Rodger Freeth     | Subaru Legacy RS                 | Internacional |
| 1994 | 19th Bank Utama Rally Indonesia                 | Kenneth Eriksson  | Staffan Parmander | Mitsubishi Lancer Evolution II   | Candidato WRC |
| 1995 | 20th Bank Utama Rally Indonesia                 | Colin McRae       | Derek Ringer      | Subaru Impreza 555               | Candidato WRC |
| 1996 | 21st Bank Utama Rally Indonesia                 | Carlos Sainz      | Luis Moya         | Ford Escort RS Cosworth          | WRC           |
| 1997 | 22nd Rally Indonesia                            | Carlos Sainz      | Luis Moya         | Ford Escort WRC                  | WRC           |
| 2000 | Gudang Garam Rally Indonesia                    | Karamjit Singh    | Allen Oh          | Proton PERT                      | Nacional      |
| 2001 | Gudang Garam Rally Indonesia                    | Chandra Alim      | Prihatim Kasiman  | Mitsubishi Lancer Evolution VI   | Nacional      |
| 2002 | 25th Gudang Garam International Rally Indonesia | Rifat Sungkar     | Mohamad Herkusuma | Mitsubishi Lancer Evolution IV   | National      |
| 2003 | 26th Gudang Garam International Rally Indonesia | Rifat Sungkar     | Karel Hailatu     | Mitsubishi Lancer Evolution IV   | National      |
| 2004 | 27th Gudang Garam International Rally Indonesia | Hery Agung        | Hade Mboi         | Mitsubishi Lancer Evolution VI   | National      |
| 2005 | 28th Gudang Garam International Rally Indonesia | Jussi Välimäki    | Jarkko Kalliolepo | Mitsubishi Lancer Evolution VIII | APRC          |
| 2006 | 29th Gudang Garam International Rally Indonesia | Toshihiro Arai    | Tony Sircombe     | Subaru Impreza WRX N12           | APRC          |
| 2007 | 30th Gudang Garam International Rally Indonesia | Jussi Välimäki    | Jarkko Kalliolepo | Mitsubishi Lancer Evolution IX   | APRC          |
| 2008 | 31st Gudang Garam International Rally Indonesia | Gaurav Singh Gill | Jagder Singh      | Mitsubishi Lancer Evolution IX   | APRC          |
| 2009 | 32nd Gudang Garam International Rally Indonesia | Cody Crocker      | Ben Atkinson      | Mitsubishi Lancer Evolution IX   | APRC          |